# Cestrum reflexum
Cestrum reflexum es una especie de arbusto de la familia de las solanáceas.

## Descripción
Son arbustos  que alcanzan un tamaño de 3 m de alto, con ramitas y ramas tomentulosas en líneas. Hojas ovadas, de 6–10 cm de largo, ápice agudo o acuminado, base obtusa o redondeada, envés puberulento, tricomas persistentes en los nervios, frecuentemente con un tinte grisáceo cuando secas; pecíolos hasta 1–2 cm de largo, tomentosos. Inflorescencias panículas, en brotes laterales frondosos, los racimos abiertos, terminales y en las axilas de las hojas de menor tamaño, raquis tomentuloso, pedicelos obsoletos, pero los últimos elementos del raquis parecidos a pedicelos, flores nocturnas; cáliz tubular, ca 3.5 mm de largo, pubescente, lobos desiguales y ensanchados, 0.5 (–1) mm de largo, ciliados; corola amarillo-verdosa o blanca, tubo delgado, ca 25 mm de largo, expandiéndose cerca del ápice, glabro, lobos (5–) 7 (–8) mm de largo, pubescentes en los márgenes; filamentos libres por 1–1.5 mm de su longitud, sin dientes, glabros. Baya ovoide, 9–12 mm de largo, lustrosa, negra, conspicuamente abrazada por el cáliz obcónico; semillas 3.5–5 mm de largo.

## Distribución y hábitat
Es una especie rara, que se encuentra principalmente en los bosques muy húmedos, de la zona atlántica; a una altitud de 0–350 metros; fl feb, ago, fr feb, sep; desde Nicaragua a Bolivia.

## Taxonomía
Cestrum reflexum fue descrita por Otto Sendtner y publicado en Flora Brasiliensis 10: 218. 1846.
Etimología
Cestrum: nombre genérico que deriva del griego kestron = "punto, picadura, buril", nombre utilizado por Dioscórides para algún miembro de la familia de la menta.
reflexum: epíteto latino que significa "con hojas dobladas".
Sinonimia
- Cestrum floribundum Britton ex Rusby
- Cestrum reflexum var. densiflorum Francey
- Cestrum ulei Dammer[5]